# Queensrÿche
Queensrÿche (pronunciado /kuínsraik/) es un grupo estadounidense de heavy metal fundado en 1978 como Crossfire en Seattle, (Washington), siendo pioneros del metal progresivo junto con Fates Warning y Dream Theater.
El grupo ha editado una demo, un EP y dieciséis álbumes de estudio y, hasta la fecha, continúa haciendo giras y grabando.

## Historia

### Desde Crossfire pasando por The Mob hasta Queensrÿche
La creación del grupo se remonta a finales de la década de los años 1970. El guitarrista Michael Wilton y el baterista Scott Rockenfield fundaron la banda bajo el nombre de Crossfire, haciendo covers instrumentales de Iron Maiden, Black Sabbath, Judas Priest y Queen. Luego se agregan el guitarrista Chris DeGarmo y el bajista Eddie Jackson.
Dos años después cambian el nombre del grupo a The Mob debido a que ese año se formó un grupo llamado también Crossfire, pero como no tenían un cantante, reclutaron a Geoff Tate como cantante en un festival de rock local. A pesar de que en ese momento Tate ya estaba en una banda llamada Myth, actúa con The Mob en algunos conciertos.
En 1981, The Mob consigue grabar un demo. Una vez más, Tate fue llamado para cantar, y él vuelve a acceder. Grabaron cuatro canciones - "Queen of the Reich", "Nightrider", "Blinded" y "The Lady Wore Black". El grupo mandó su demo a varios sellos y no fue aceptado por ninguno.
A solicitud de su nuevo manager, The Mob cambió su nombre a Queensrÿche (inspirado en la primera canción de su demo). Junto a Motörhead fueron los primeros en aplicar la diéresis (umlaut del heavy metal) sobre la letra Y. Tate bromeaba al respecto: «La diéresis sobre la 'y' nos ha dado un gran dolor de cabeza. Hemos estado once años explicando cómo debe pronunciarse».
La demo circuló y recibió buenas críticas de la revista Kerrang!. Queensrÿche grabó su disco EP homónimo en su propio sello 206 el año 1983. Basados en el éxito del EP, Tate aceptó dejar Myth y ser el cantante permanente de Queensrÿche. Ese mismo año la banda firma con EMI y reeditan Queen of the Reich y Nigthrider como sencillos, con moderado éxito llegan al número 81 en el chart Billboard.

### The WarningyRage for Order(1984-1987)
Luego del EP tour, Queensrÿche viajó a Londres para grabar su segundo disco como álbum debut. La banda trabajó con el productor James Guthrie, quien había trabajado con Pink Floyd y Judas Priest. Publicado en septiembre de 1984, The Warning tenía más elementos de rock progresivo que en el primer disco. Alcanzó el puesto 61 del Billboard chart y un éxito comercial moderado. Ninguno de los singles sacados de The Warning repercutió en Estados Unidos, "Take Hold of the Flame" fue un hit para la banda pero fuera del país (particularmente en Japón).
Rage for Order, grabado en 1986, presenta un estilo y un sonido más pulido. El álbum presentaba predominantemente tanto teclados como guitarras, y el grupo adoptó una imagen y sonido más asociado con el glam metal que con el heavy metal.

### El éxito deOperation: MindcrimeyEmpire(1988-1996)
En 1988, Queensrÿche presentó Operation: Mindcrime, un álbum conceptual narrativo que tuvo una crítica masiva y un éxito comercial. La historia del disco giraba alrededor de un drogadicto que es drogado para asesinar en nombre de un movimiento contestatario; el drogadicto ("Nikki") está atrapado entre su lealtad a la causa y su amor por una prostituta devenida monja ("Mary", cuya voz fue interpretada por Pamela Moore). Operation: mindcrime fue mencionado por los críticos junto a discos conceptuales notables tales como "The Wall" de Pink Floyd y "Tommy" de The Who. La banda estuvo de gira a lo largo de todo el año 1988 y 1989 con varias bandas, incluyendo a Metallica.
La presentación del disco Empire (1990) llevó a Queensrÿche a la cima de su popularidad comercial. Llegó al ranking número 7 y vendió más de tres millones de copias solo en los Estados Unidos, más que sus cuatro trabajos anteriores juntos (recibió también el disco de plata en el Reino Unido). La power ballad "Silent Lucidity", en la que presentaba a una orquesta, se convirtió en el primer single Top 10. Mientras la banda mantenía su estilo de protesta social, tocando tópicos tales como política y control de armamento y la defensa del medio ambiente, las letras de "Empire" iban más al grano de lo que lo habían hecho hasta ese momento.
La subsiguiente gira "Building Empires" fue la primera que presentaba a Queensrÿche como acto principal. El grupo utilizaba su status para interpretar Operation: mindcrime completo, como también canciones de "Empire". La gira duró 18 meses, más de lo que cualquier banda había tocado hasta ese momento.
Después de tomarse un tiempo para lidiar con cuestiones personales, la banda grabó Promised Land en octubre de 1994. Fue un álbum oscuro e intensamente personal, que reflejaba el estado mental de la banda en ese momento. Si bien el álbum debutó tercero y hasta recibió el disco de platino, era claro que no tendría el éxito comercial que había tenido Empire. Como muchas bandas de heavy metal y hard rock, la fortuna comercial del grupo dio lugar a la aparición de las nuevas bandas exponentes de la música grunge y rock alternativo, por ello la banda optó por dejar a un lado el heavy metal y centrarse en el rock neoprogresivo.

### Grandes cambios (1997–1998)
Queensrÿche grabó su sexto álbum en estudio, Hear in the Now Frontier, en marzo de 1997, con una mezcla y crítica por parte de los fanes. El álbum debutó en el número 19 pero rápidamente desapareció del chart. El sonido musical y el estilo del mismo estaba orientado hacia el grunge y fue más crudo que lo que la banda había grabado hasta ese momento. A pesar de esta reacción, los sencillos Sign of the Times y You recibieron mucha difusión.
Agravando la desilusión por las ventas hubo situaciones que plagaron el tour. Menos de un mes antes del tour Hear in the Now Frontier, Geoff Tate enfermó y la banda se vio forzada por primera vez a cancelar conciertos. Para completar, el sello de la banda, EMI America Records, quebró durante el mismo periodo. Queensrÿche se vio forzado a usar su propio dinero para financiar el resto de la gira, que finalizó en agosto después de solo dos meses. El grupo tocó algunos shows en Sudamérica debido a obligaciones contractuales, y fue durante este momento que el miembro fundador Chris DeGarmo anunció que dejaba Queensrÿche.
Aunque los motivos de la partida de DeGarmo no se hicieron públicos, los miembros de la banda dijeron que DeGarmo estaba en búsqueda de otros horizontes como razones de su partida. Después de que dejara Queensrÿche, en 2001 DeGarmo grabó y se presentó con Jerry Cantrell, en una banda llamada Spys4Darwin. DeGarmo a fecha de 2006 es piloto en una aerolínea comercial.

### Experimentación continua (1998-2002)
DeGarmo fue reemplazado por el guitarrista y productor Kelly Gray. La conexión de Gray con Queensrÿche viene de los 80, cuando fue guitarrista de Myth, la anterior banda de Geoff Tate. Gray previamente había trabajado también como productor de bandas como Dokken y Candlebox. El primer álbum de Queensrÿche con Gray fue Q2K, grabado en 1999. Este fue también el primer álbum del nuevo sello, Atlantic Records. Musicalmente, Q2K tiene una pequeña vuelta al metal progresivo de los inicios de la banda, mostrando también un sonido new prog. Gray no fue muy bien recibido por los fanes, quienes sintieron que su sonido "blusero" no se ajustaba a la banda. Además, la popularidad declinante del grupo los forzó a tocar en clubs y teatros, en vez de grandes estadios al aire libre.
Después de la salida de un disco de grandes éxitos en el año 2000, Queensrÿche se embarcó en otra gira, esta vez como soporte de Iron Maiden. Esto permitió al grupo tocar por primera vez en el Madison Square Garden. Insatisfechos por la falta de soporte que recibieron de Atlantic, Queensrÿche firmó con Sanctuary Records en 2001. En julio de ese año, la banda se presentó algunos conciertos en el Moore Theater, en Seattle, Washington. Los shows fueron grabados y lanzados en septiembre de 2001 como Live Evolution, el segundo álbum en directo de la banda. Kelly Gray dejó el grupo un tiempo después.

### Los años deTribe(2002-2004)
La banda entró al estudio como cuarteto en el otoño de 2003 para grabar su próximo álbum. En abril, anunciaron que Chris DeGarmo volvía a la banda, pero que su futuro en la misma era incierto. En julio, Queensrÿche lanzó su primer y único álbum de material nuevo en el sello Sanctuary: Tribe. DeGarmo, quien tocó y escribió cuatro canciones, no se unió oficialmente a la banda ni tampoco tomó parte en el tour.
El reemplazo oficial de Kelly Gray fue Mike Stone, quien acompañó al grupo durante el tour Tribe como segunda guitarra. En junio de 2003, Queensrÿche se lanzó en un tour presentando a otra banda muy popular de metal progresivo: Dream Theater. Las dos bandas alternaban la apertura y cierre de los shows, tocando al final juntas un puñado de canciones. Fates Warning fue el invitado especial del tour.

### Operation: Mindcrime II(2004-2007)
En julio de 2004, Queensrÿche anunció planes para grabar una continuación del disco Operation: Mindcrime y con un sonido clásico de la banda. A fin de generar el interés de los fanes en el nuevo álbum, la banda salió de gira a finales de 2004 con el tour An Evening With Queensrÿche. El mismo abría con algunos grandes éxitos seguida de una producción revisada de Operation: mindcrime con actores en directo y vídeos; Pamela Moore retomó su rol como Sister Mary. El grupo tocó pregrabó una versión de "Hostage," una canción del nuevo álbum. La segunda parte del tour comenzó a principios de 2005. Antes de embarcarse en una tercera parte del mismo a fines de 2005, Queensrÿche tocó con Judas Priest a lo largo de Norteamérica, tocando durante una hora un set que consistía en viejos temas y una canción de la nueva secuela, llamada "I'm American".
Operation: Mindcrime II fue lanzado internacionalmente el 31 de marzo de 2006, diciendo que respondía algunas de las preguntas de la primera parte. Este disco es el primero de esta banda con el sello Rhino Entertainment, con el cual firmaron en 2005. Ronnie James Dio grabó las voces de Dr. X, el villano de ambos discos. Este debutó en el número 14, la más alta posición para un álbum de Queensrÿche desde 1997. El grupo a finales de 2006 está haciendo la gira de Operation: Mindcrime II. Pamela Moore se unió a la banda para presentar los discos Operation: Mindcrime en su totalidad. Queensrÿche posteriormente anunció que Ronnie James Dio aparecería durante algunas fechas para representar su rol como Dr. X.

### Take CoveryAmerican Soldier(2007-2010)
El 9 de agosto de 2007, la banda anunció que lanzaría un álbum de grandes éxitos, titulado Sign of the Times. El álbum fue lanzado el 28 de agosto de 2007 y una edición especial del coleccionista llevaba un disco extra que incluía demostraciones y una nueva canción "Justified", con Chris DeGarmo en la guitarra.
El 23 de noviembre de 2007, la banda lanzó un álbum de versiones titulado Take Cover. El álbum contiene versiones de canciones de U2, Queen, The Police, Black Sabbath, Peter Gabriel y Pink Floyd. Take Cover es el segundo lanzamiento que realizó la banda a través de Rhino Records.
El 3 de febrero de 2009, Stone anunció el fin de su asociación con Queensrÿche para enfocarse en su proyecto Speed-X, aunque las declaraciones de la corte revelaron que Geoff y Susan Tate lo habían despedido por "realizar demandas muy grandes", sin haberlo discutido con los otros miembros de la banda. Wilton grabó tanto la sección de la guitarra líder como de la guitarra rítmica para el undécimo álbum de la banda, American Soldier, lanzado el 31 de marzo de 2009. El álbum conceptual trata el tema de la guerra desde la perspectiva de aquellos que participaron en las líneas de las guerras americanas desde la Segunda Guerra Mundial hacia el presente, especialmente la Guerra de Irak. Parker Lundgren reemplazó a Stone en el tour.

### División de Queensrÿche, procedimientos legales y el futuro de la banda (desde 2012)
El 14 de abril de 2012, durante un concierto en São Paulo, Brasil, Tate atacó físicamente y escupió a Rockfield y Wilton en un acto de respuesta debido a un conflicto suscitado entre los integrantes por el despido de Susan Tate como mánager de la banda y su hija Miranda del club de fans. Tate continuamente escupió a los integrantes del grupo y tuvo que ser retenido por los guardaespaldas y seguridad local. La banda intentó reconciliarse con Tate durante el transcurso de los siguientes conciertos antes de despedirlo, ya que su comportamiento empezó a empeorar hasta el último concierto con él, llevado a cabo en el Rocklahoma Festival, el 26 de mayo en Pryor, Oklahoma. Durante el concierto, Tate le dijo al público "Ustedes apestan". Dicho concierto fue transmitido en vivo a nivel nacional a través de HDnet.
Un testimonio de la corte reveló que Tate y su familia habían sido despedidos por el mal uso de las cuentas bancarias de la banda para pagar los gastos de un grupo irlandés que Susan Tate estaba manejando, llamado The Voodoos, quienes no tenían visas legales de trabajo en los Estados Unidos, y que teloneaban a Queensrÿche durante su gira estadounidense de 2011. Geoff Tate también pactó en secreto un acuerdo con Zoetifex Studios sobre los derechos de Operation: Mindcrime para realizar una adaptación fílmica animada basada en el álbum, que le otorgaría un pago por adelantado, y la mayoría de las regalías asociadas con la mercancía de la película. Tate alegó que él era el único dueño de los derechos de la historia, a pesar de que la mayoría de los integrantes había creado el concepto de Mindcrime.
En mayo de 2012, se anunció que los miembros originales Wilton, Rockfield y Jackson junto a Parker Lungdren y el vocalista de Crimson Glory Todd La Torre formaron una banda llamada Rising West, tocando solamente las canciones de los primeros cinco álbumes de Queensrÿche. Los primeros conciertos se realizaron en Seattle, en el Hard Rock Café, el 8 y 9 de junio de 2012.
Se anunció el 20 de junio de 2012 que Queensrÿche despidió a Geoff Tate como vocalista, y que será reemplazado por La Torre. Se desconoce quién posee los derechos del nombre Queensrÿche.
El 13 de julio de 2012, una corte desestimó la moción de Geoff Tate por un interdicto preliminar que pudo haber privado a Michael Wilton, Scott Rockenfield y Eddie Jackson de realizar sus giras y operar bajo el nombre de Queensrÿche.
La propuesta de Wilton, Rockenfield, Jackson y La Torre finalmente devino en la continuación conceptual de Queensrÿche, junto al guitarrista Parker Lundgren, quien se unió a la banda en 2009. Con Geoff Tate fuera del grupo, la banda planea un nuevo lanzamiento de estudio para 2013, tras Dedicated to Chaos, de 2011. El título elegido para el álbum fue Queensrÿche, y la fecha de salida se estableció para el 24 de junio de 2013. Sin embargo, y a pesar de esto, el exvocalista Tate, lejos de aceptar esta decisión, planteó su propia versión de Queensrÿche, negándose a reconocer la legitimidad de sus excompañeros al utilizar el nombre y seguir adelante con la historia del grupo. En el año 2015 lanzaron el segundo álbum con La Torre como vocalista, llamado Condition Hüman.

## Formación

### Exintegrantes
- Geoff Tate – voz principal y teclados (1983 - 2012)
- Chris DeGarmo – guitarra solista y coros (1983 - 1997)
- Scott Rockenfield – batería y teclado (1978- 2003, 2021 - 2021)
- Parker Lungdren – guitarra solista y coros (2009 - 2021)
- Kelly Gray – guitarra solista y coros (1998 - 2011)

## Discografía

### Discos de estudio
| Fecha de lanzamiento     | Título                   | Discográfica        | Clasificación de ventas | Premios                                                                                           |
| 12 de agosto de 1983     | Queensrÿche (EP)         | EMI America Records | 81 (Estados Unidos)     | Disco de oro (Estados Unidos)                                                                     |
| 7 de septiembre de 1984  | The Warning              | EMI America Records | 61 (Estados Unidos)     | Disco de oro (Estados Unidos)                                                                     |
| 27 de junio de 1986      | Rage for Order           | EMI America Records | 47 (Estados Unidos)     | Disco de oro (Estados Unidos)                                                                     |
| 3 de mayo de 1988        | Operation: Mindcrime     | EMI America Records | 50 (Estados Unidos)     | Disco de platino (Estados Unidos)                                                                 |
| 4 de septiembre de 1990  | Empire                   | EMI America Records | 7 (Estados Unidos)      | Triple disco de platino (Estados Unidos), Disco de plata (Reino Unido), Disco de platino (Canadá) |
| 18 de octubre de 1994    | Promised Land            | EMI America Records | 3 (Estados Unidos)      | Disco de platino (Estados Unidos), Disco de oro (Canadá)                                          |
| 25 de marzo de 1997      | Hear in the Now Frontier | EMI America Records | 19 (Estados Unidos)     | 330 000 discos vendidos en los Estados Unidos                                                     |
| 14 de septiembre de 1999 | Q2K                      | Atlantic Records    | 46 (Estados Unidos)     | 150 000 discos vendidos en los Estados Unidos                                                     |
| 22 de julio de 2003      | Tribe                    | Sanctuary Records   | 56 (Estados Unidos)     | 75 000 discos vendidos en los EE. UU.                                                             |
| 31 de marzo de 2006      | Operation: Mindcrime II  | Rhino Entertainment | 14 (EE. UU.)            | 100 000 discos vendidos en los Estados Unidos                                                     |
| 13 de noviembre de 2007  | Take Cover               | Rhino Entertainment |                         |                                                                                                   |
| 31 de marzo de 2009      | American Soldier         | Rhino Entertainment |                         |                                                                                                   |
| 28 de junio de 2011      | Dedicated to Chaos       | Roadrunner Records  |                         |                                                                                                   |
| 24 de junio de 2013      | Queensryche              | Century Media       |                         |                                                                                                   |
| 2 de octubre de 2015     | Condition Hüman          | Century Media       |                         |                                                                                                   |
| 1 de marzo de 2019       | The Verdict              | Century Media       |                         |                                                                                                   |
| 7 de octubre de 2022     | Digital Noise Alliance   | Century Media       |                         |                                                                                                   |

### Discos en directo
| Fecha de lanzamiento     | Título                 | Discográfica        | Clasificación de ventas | Premios |
| 28 de octubre de 1991    | Operation: LIVEcrime   | EMI America Records | 38 (EE. UU.)            |         |
| 25 de septiembre de 2001 | Live Evolution         | Sanctuary Records   | 143 (EE. UU.)           |         |
| 8 de junio de 2004       | The Art of Live        | Sanctuary Records   |                         |         |
| 3 de julio de 2007       | Mindcrime at the Moore | Rhino Entertainment |                         |         |

### Discos recopilatorios
| Fecha de lanzamiento | Título          | Discográfica    | Clasificación de ventas | Premios |
| 27 de junio de 2000  | Greatest Hits   | Virgin Records  | 149 (EE. UU.)           |         |
| 11 de marzo de 2003  | Classic Masters | Capitol Records |                         |         |

### Otras contribuciones
- Banda sonora de The Decline of Western Civilization Part II: The Metal Years, (1988) —"Prophecy"
- Banda sonora de Las aventuras de Ford Fairlane, (1990) — "Last Time in Paris"
- Banda sonora de El último gran héroe (Last Action Hero), (1993) — "Real World"
- Tales from the Crypt: Monsters of Metal, (2000) — "Eyes of a Stranger"
- Recopilación Monster Ballads: Platinum Edition, (2006) — "Silent Lucidity"
- Banda sonora de Sobrenatural (serie) capítulo.2x17"Heart" — "Silent Lucidity"

### Vídeos
| Fecha de lanzamiento | Título               | Discográfica      | Clasificación de ventas | Características |
| 1984                 | Live in Tokyo        | Sony              |                         | Grabado en directo en Nihon Seinen-kam, Tokio, Japón el 5 de agosto de 1984. Fue el segundo concierto de la gira del disco The Warning. El vídeo se encuentra descatalogado.             |
| 1989                 | Video: Mindcrime     | EMI Home Video    | Platino (EE. UU.)       | Vídeos del disco Operation: Mindcrime. Distribuido en DVD en 2006 como parte de la caja Operation: Mindcrime 2CD+1DVD.                                                                   |
| 1991                 | Operation: LIVEcrime | EMI Home Video    | Doble Platino (EE. UU.) | Actuación en directo con canciones del disco Operation: Mindcrime. Empaquetado originalmente como un conjunto de VHS/CD o VHS/casete. El vídeo en sí mismo fue editado como DVD en 2001. |
| 1992                 | Building Empires     | EMI Home Video    | Oro (EE. UU.)           | Muestra entrevistas, vídeos y actuaciones en directo cubriendo la historia de la banda durante el lanzamiento del disco Empire.                                                          |
| 20 de abril de 2004  | The Art of Live      | Sanctuary Records |                         | Grabado en el verano y final de 2003 en la gira promocional del disco Tribe. |